# Länna bruk
För det tidigare järnbruket i Uppsala kommun, se Länna, Uppsala kommun. För Lannabruk, se Lanna, Lekebergs kommun.
Länna bruk är ett järnbruk i Länna socken, Strängnäs kommun, cirka 15 km söder om Strängnäs. Länna bruk klassades som en småort fram till 2005.

## Historia

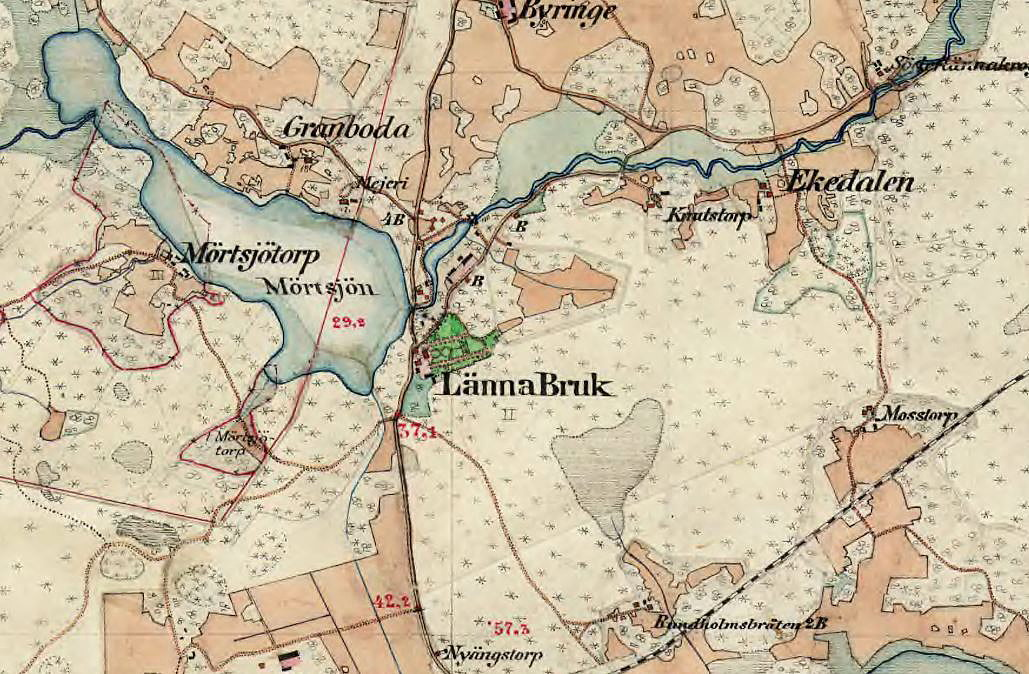
Länna bruk på 1890-talet.

Länna bruks historia går tillbaka till medeltiden. Hemmandet hette ursprungligen Bryninge och fanns 1257 under Vårfruberga kloster. År 1486 förvärvades Bryninge av Sten Sture d.ä. och övertogs efter honom av kronan under Gustav Vasas regim. Av kronan förvärvades stället av handelsmannen Henrik Lohe, som 1644 anlade en stångjärnshammare. Han blev ungefär samtidigt också ägare till Åkers styckebruk. Efter honom ägdes Bryninge bruk, som det nu kallades, av bland andra av medlemmar i släkterna Wattrang och Klinckowström. 
År 1782 var ägaren Joachim Daniel Wahrendorff, som sedan 1772 var brukspatron på Åkers styckebruk. Länna bruk införlivades i Wahrendorffs stora imperium av bruk och lantegendomar. Mycket av det ingår idag i ekomuseet Åkers bergslag. Utöver Åkers styckebruk ingick bland annat egendomarna Taxinge-Näsby, Berga och Ånhammar. Därefter hade Länna bruk ungefär samma ägare som Åkers styckebruk. År 1853 lades verksamheten vid Länna ned. År 1894 övergick egendomen Länna till översten Henrik von Stockenström och stannade i släkten fram till nutid.

## Herrgården
Länna Bruks herrgård är belägen vid Mörtsjön och uppfördes under 1780-talet på Wahrendorffs tid. Corps de logi är ett gulmålat trähus i två våningar under ett valmat sadeltak och flankerat av två fristående flyglar. Den äldre huvudbyggnaden från 1650- talet låg 500 meter norr om den nuvarande och i anslutning till den gamla bruksverksamheten. Flera rumsinredningar i gustaviansk stil är bevarade sedan byggnadstiden. Efter bruksdriften återstår idag en kvarnbyggnad, som ursprungligen lär ha varit smedja, samt en del stenfundament.

## Dagens Länna bruk
På gården bedrivs konventionellt land- och skogsbruk av Länna Godsförvaltning AB. Länna Bruks markegendom består av skog cirka 2 250 hektar, åker och beten cirka 550 ha. Dem totala arealen är cirka 3 300 ha. Ett trettiotal hyresgäster bebor de olika husen.

## Bildgalleri

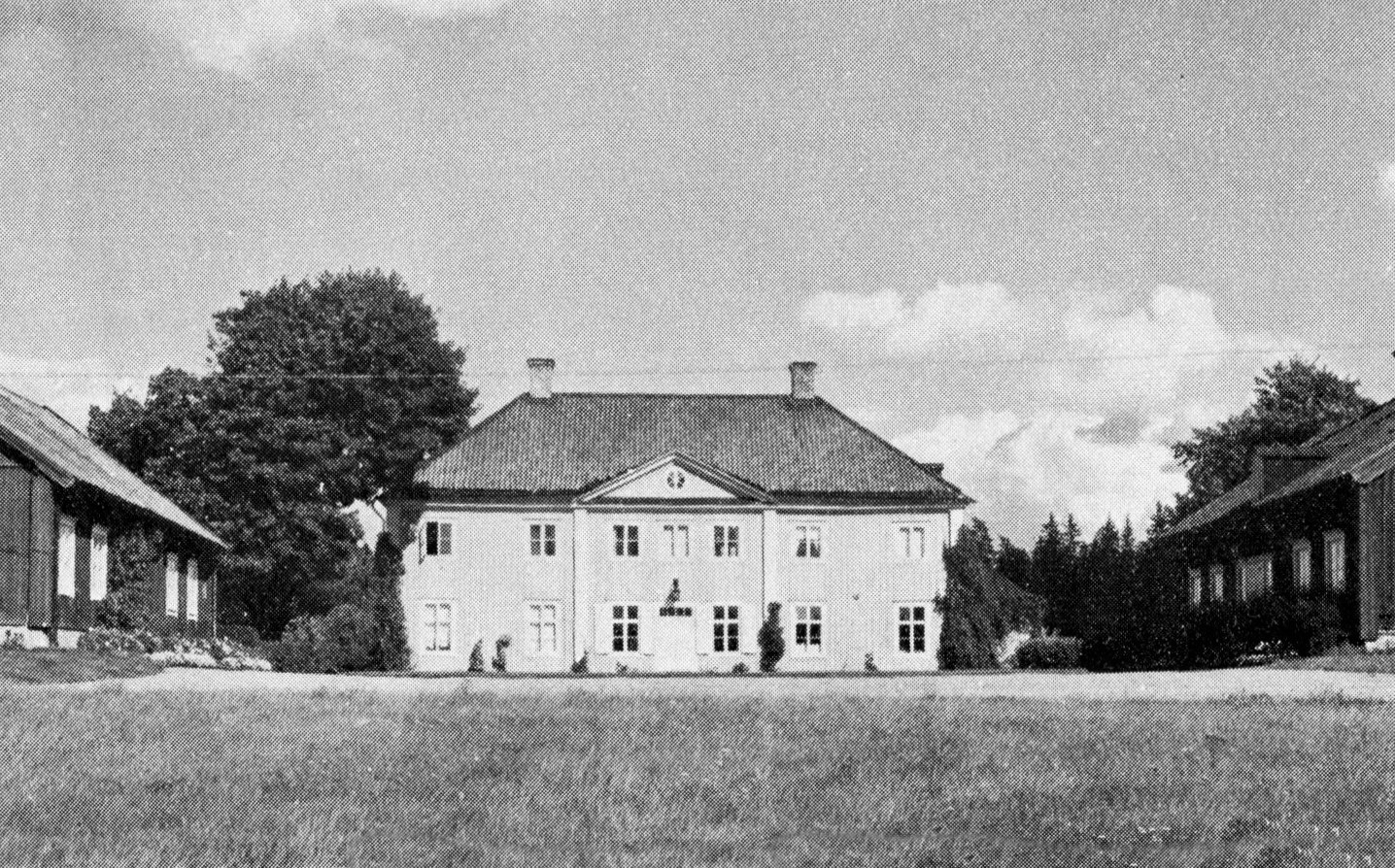
Huvudbyggnaden 1968
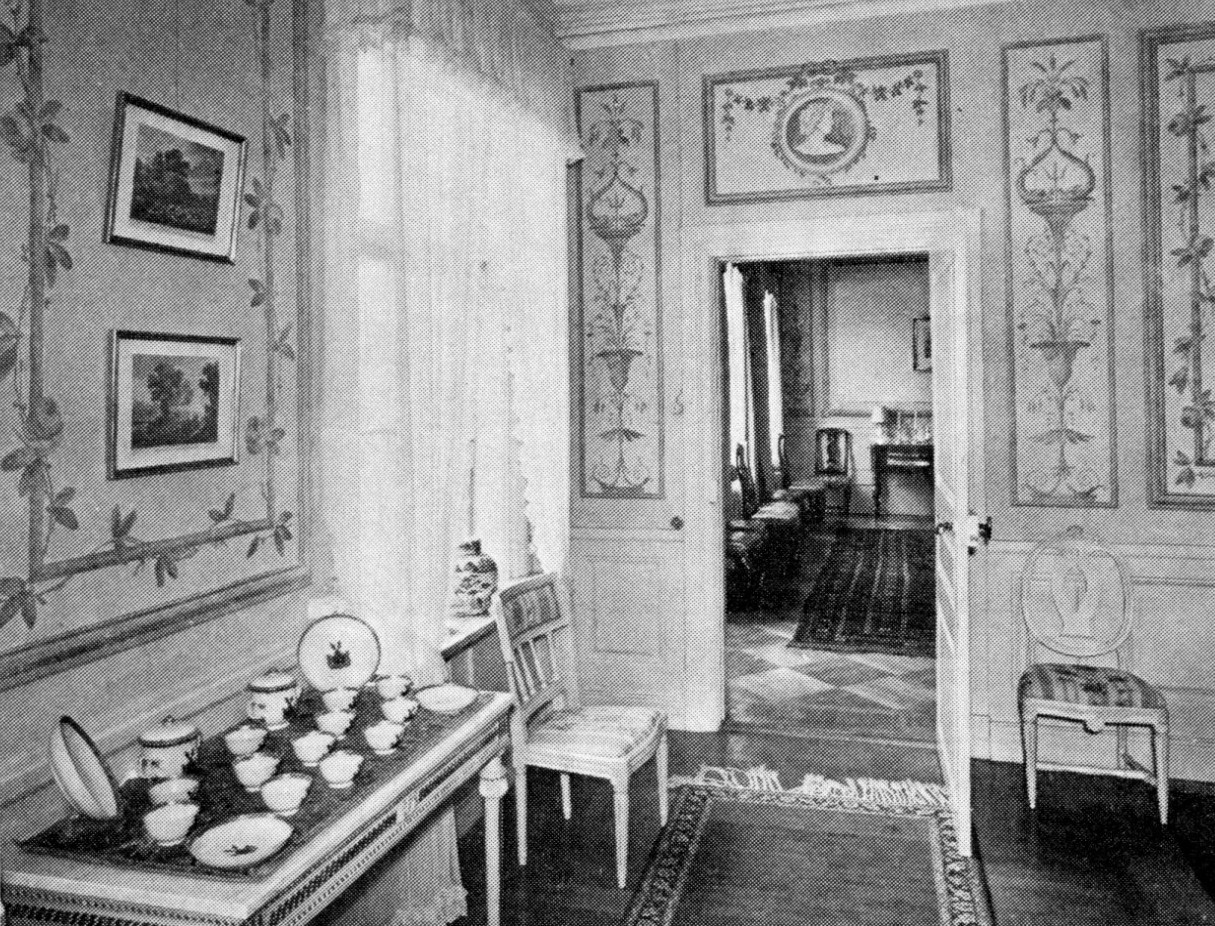
Salongen
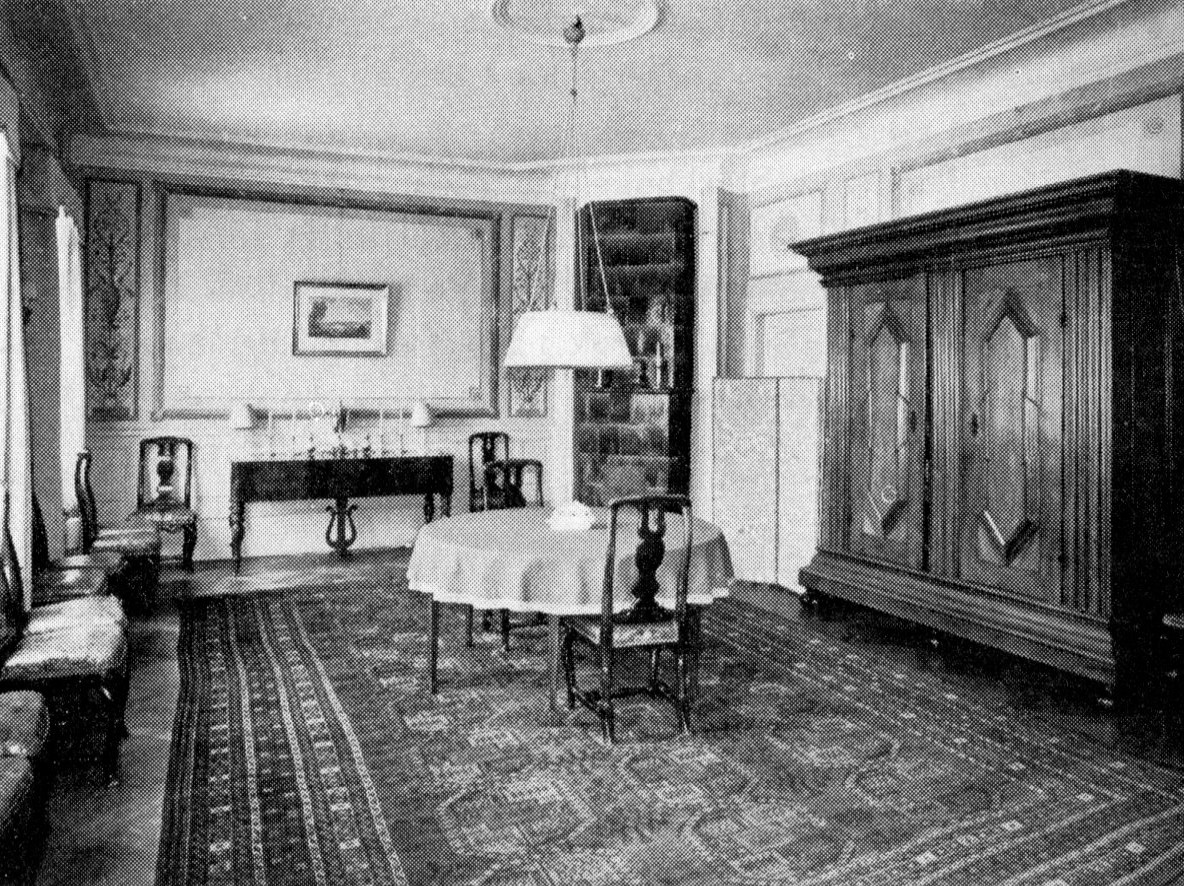
Matsalen